# Chiến tranh giành độc lập Peru

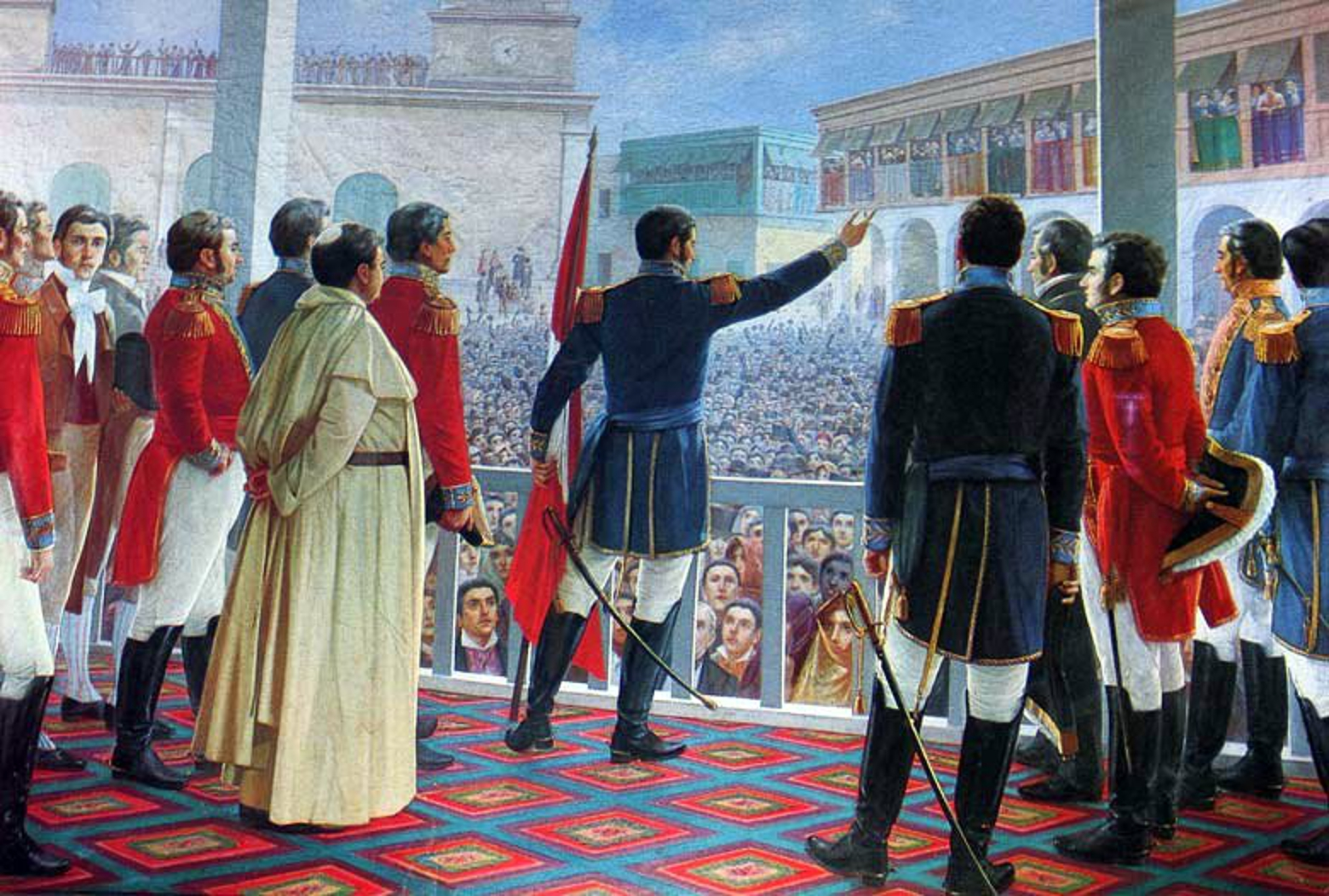
José de San Martín tuyên bố độc lập từ Tây Ban Nha

Chiến tranh giành độc lập Peru bao gồm một loạt các cuộc xung đột quân sự ở Peru bắt đầu bằng cuộc tái chiếm quân sự Abascal năm 1811 trong trận chiến Guaqui, tiếp tục với sự thất bại dứt khoát của Quân đội Tây Ban Nha năm 1824 trong trận Ayacucho và kết thúc vào năm 1826 trong trận Ayacucho và kết thúc vào năm 1826 với trận Callao. Các cuộc chiến tranh giành độc lập diễn ra với bối cảnh cuộc nổi dậy năm 1780–1781 của nhà lãnh đạo bản địa Túpac Amaru II và việc loại bỏ vùng Thượng Peru và vùng Río de la Plata trước đó khỏi sự trung thành của Peru. Bởi vì điều này, người theo đạo thường có sự hỗ trợ của "đầu sỏ Lima", người thấy lợi ích ưu tú của họ bị đe dọa bởi cuộc nổi loạn phổ biến và đã phản đối tầng lớp thương mại mới ở Buenos Aires. Trong thập kỷ đầu tiên, những năm 1800, Peru là một thành trì của những người theo chủ nghĩa hoàng gia, những người đã chiến đấu với những người ủng hộ độc lập ở Peru, Bolivia, Quito và Chile. Trong số các sự kiện quan trọng nhất trong chiến tranh là tuyên bố độc lập của Peru bởi Jose de San Martín vào ngày 28 tháng 7 năm 1821.